# Eliseu Martins
Eliseu Martins is een gemeente in de Braziliaanse deelstaat Piauí. De gemeente telt 4.923 inwoners (schatting 2009).